# Charles-Simon Favart
Charles-Simon Favart, (París, 13 de novembre, 1710 - Belleville (París), 12 de maig, 1792), va ser un autor francès d'obres i òperes còmiques.
Va contribuir a depurar el gènere còmic de la Fira, creant tant la comèdia de vodevil com la comèdia d'arietta. "Amb ell aquest gènere va evolucionar des de la franca alegria heretada de la Regència cap a un art sensible i moralitzador".

## Biografia
Nascut en una família de Reims, fill d'un reconegut pastisser i de la filla d'un pagès de Goussainville, Favart va estudiar al "Collège Louis-le-Grand", que va abandonar per motius de salut. Va perdre el seu pare ben jove i, per ajudar la seva mare, es va dedicar a l'òpera còmica. Un poema titulat França lliurada per la donzella d'Orleans li va valer la Violeta de Plata dels Jocs Florals. La seva primera obra, Polichinelle comte de Paonfier (1732), una paròdia de Glorieux de Destouches, es va representar de manera anònima en un teatre de titelles.

Primer es va dedicar a les comèdies de vodevil, aquests diàlegs parlats barrejats amb cançons sobre "timbres" conegudes pel públic, una de les quals, Les Deux Jumelles, representada a l'Opéra-Comique l'any 1734, va aconseguir un èxit considerable gràcies, sobretot, a aquest vers: 
| « | "Le monde est plein de tricheries: Les courtisans, Par mille discours séduisants, Savent cacher leurs fourberies; Par les amis, les amis sont dupés. Craignons les serments des coquettes, Et la pudeur des plus simples fillettes:Les plus fins y sont trompés". | » |

La Chercheuse d'esprit (1741), una autèntica obra mestra del gènere, va gaudir d'un triomf amb més de 200 representacions i el va fer famós. Favart també destaca en la paròdia: Moulinet I (paròdia de Mahomet II de La Noue) fou representat ja l'any 1739 a la fira de Saint-Germain. Harlequin-Daradanus (1740, Comédie-Italienne) és una paròdia de l'òpera Dardanus de Rameau, creada l'any anterior.
Jean Monnet, director de l'Opéra-Comique, va anomenar Favart com a director d'escena i "director de teatre" l'any 1743. Va ser allà on va conèixer una jove actriu, Justine Duronceray coneguda com "Mlle de Chantilly", que es convertiria en la seva esposa el 12 de desembre de 1745 i assoliria fama amb el nom de "Madame Favart".
Però, sota la pressió dels Comédiens-Français, gelosos de l'èxit de lAcajou de Favart (1744), Monnet va veure retirada l'explotació de l'Opéra-Comique per un decret del Consell d'Estat del Rei el 30 de maig de 1744. Favart, per mantenir els seus compromisos amb els artistes, va continuar la programació de les temporades de 1744 i 1745: L'École des amours grivois es va crear el 16 de juliol de 1744. Per a la fira de Saint-Laurent de 1745, sota un pseudònim (el de la ballarina anglesa, només va ser un gran èxit a Les Vendanges de Matthews). 745.
D'Altesa Sereníssima, el comte mariscal de Saxònia el va acusar, a la primavera de 1746, de dirigir la tropa ambulant dels actors que el van seguir als exèrcits: "No et creguis, va escriure el Mariscal a Favart sobre aquesta tropa, que la considero un simple objecte de diversió, que entra en les meves opinions polítiques i en el pla de les meves operacions militars". Finalment cansat de la guerra, va cedir al mariscal de Saxònia i les persecucions cessaren.

## Mort del Mariscal
La mort del mariscal es va produir l'any 1750, poc després. Favart va comentar el seu contratemps en aquests termes:
| « | "Qu'on parle bien ou mal du fameux maréchal, Ma prose ni mes vers n'en diront jamais rien: Il m'a fait trop de bien pour en dire du mal; Il m'a fait trop de mal pour en dire du bien." | » |

Els Favart van tornar després a París i van gaudir d'un enorme èxit. El Sr. Favart va presentar una sèrie d'obres al Théâtre-Italien, com Annette i Lubin (en col·laboració amb Mme Favart i Lourdet de Santerre), Bastien i Bastienne (en col·laboració amb Mme Favart i Harny de Guerville), Ninette à la Cour, Les Trois Sultanes, La Fée Urgèle. Diverses d'aquestes obres van ser escrites amb l'abat de Voisenon, amb qui l'autor tenia una relació molt estreta i de qui es deia, segons Léon Gozlan, «escrivia les comèdies i Els nens de Favart». Tampoc cal oblidar la col·laboració amb la Sra. Favart (Bastien i Bastienne i Annette et Lubin), massa sovint oblidada a l'ombra del seu marit.
El 1757 esdevingué codirector de l'Opéra-Comique, que s'havia restablert el 1752. Durant aquests anys, Favart va dividir el seu temps entre l'Opéra-Comique i la Comédie-Italienne. Durant la dècada de 1750, va estar en contacte amb Viena on Gluck va revisar la música de les seves peces.
A nivell musical i dramatúrgic, Annette et Lubin (1762) marca un punt d'inflexió en la concepció de Favart de l'òpera còmica: ara treballa en el nou gènere de la "comèdia amb ariettes". El còmic deixa pas als sentiments ingenus i virtuosos. La música és gairebé totalment original, i ja no es basa en el vodevil. L'obra funciona, doncs, com un llibret per a musicar on el paper del compositor (aquí Blaise) està cridat a canviar: esdevé un creador igual que el llibretista.
L'Anglais à Bordeaux (1763), l'única de les seves obres destinada a la Comédie-Française, va ser escrita amb motiu de la conclusió de la pau amb Anglaterra. Favart va produir llibrets per a compositors com Monsigny, Grétry i Philidor.
L'any 1772, Justine Favart va morir, i el seu marit li va retre homenatge a les seves Memòries: "Els talents que posseïa no eren res comparats amb les qualitats del seu cor", un homenatge, sens dubte, dictat per un amor sincer i durador. El mateix Favart va morir vint anys més tard a la seva petita casa de Belleville, on havia viscut durant un quart de segle.

## Obres
Al voltant de seixanta de les aproximadament 150 obres que va compondre (la majoria comèdies i òperes còmiques) es van publicar durant la seva vida, en 10 volums, sota el títol Théâtre de M. Favart, París, Duchesne (aleshores Veuve Duchesne), 1763-1772, disponible [arxiu] a Gallica. El volum 5 conté les peces compostes per Justine Favart.
Entre les seves peces, podem citar:
- 1732 : Polichinelle comte de Paonfier.
- 1734 : Les Deux Jumelles.
- 1735 : La Foire de Bezons, ballet-pantomime (avec Panard).
- 1738 : Le Bal bourgeois.
- 1739 : Moulinet premier, parodie.
- 1740 : La Servante justifiée, opéra comique en un acte (avec Fagan, prologue de Panard).
- 1741 : La Chercheuse d'esprit, opéra-comique.
- 1741 : La Fête de Saint-Cloud, opéra comique en un acte, repris ultérieurement sous le titre Les Bateliers de Saint-Cloud.
- 1742 : Le Prix de Cyhtère, opéra-comique.
- 1742 : Hippolyte et Aricie, parodie.
- 1743 : Le Coq de village, opéra-comique en un acte.
- 1743 : Don Quichotte chez la Duchesse, comédie-ballet avec Joseph Bodin de Boismortier.
- 1744 : Acajou, opéra-comique en 3 actes.
- 1744 : Le Bal de Strasbourg, ballet.
- 1745 : Les Vendanges de Tempé, pantomime.
- 1747 : Les Nymphes de Diane.
- 1747 : Les Amours grivois, pantomime.
- 1748 : Cythère assiégée, opéra comique en un acte.
- 1750 : Zéphire et Fleurette.
- 1751 : Les Indes dansantes, parodie des Indes galantes.
- 1753 : Raton et Rosette.
- 1753 : Les Amours de Bastien et Bastienne, parodie du Devin du village.
- 1755 : La Servante maîtresse, parodie de La serva padrona de Giovanni Battista Pergolesi.
- 1755 : Ninette à la cour, opéra-comique.
- 1761 : Les Trois Sultanes ou Soliman Second.
- 1762 : Annette et Lubin, opéra-comique.
- 1763 : L'Anglais à Bordeaux.
- 1765 : La Fée Urgèle ou Ce qui plaît aux dames, opéra-comique.
- 1769 : La Rosière de Salency, opéra-comique.
- 1773 : La Belle Arsène, opéra-comique.
- Mémoires et correspondance littéraires, dramatiques et anecdotiques, de C. S. Favart: publicat per A. P. C. Favart, el seu net; i precedit d'un avís històric, escrit sobre documents autèntics i originals, de H. F. Dumolard, París, Léopold Collin, 1808, 3 vol.